# Conselho de Defesa de Madri
O Conselho de Defesa de Madri (espanhol: Junta de Defensa de Madrid) foi um órgão ad-hoc que dirigiu Madri, Espanha, por cerca de seis meses durante a Guerra Civil Espanhola (1936-1939). Foi formado em 6 de novembro de 1936, depois que o governo republicano espanhol fugiu para Valência quando as forças do general Francisco Franco avançaram sobre Madri. Esperava-se que a cidade caísse em poucos dias, mas a chegada das Brigadas Internacionais parou o avanço rebelde, e a situação se estabeleceu em um impasse. O conselho era dominado pelos comunistas, que tinham organização e propaganda superiores aos demais grupos. Sua política era organizar as milícias em tropas regulares e se concentrar em derrotar o inimigo, em vez de empreender atividades revolucionárias. Com o passar do tempo, houve uma tensão crescente entre os comunistas e os grupos mais radicais. O conselho foi dissolvido em abril de 1937 e substituído por um novo conselho da cidade.